# Drinking Alone
«Drinking Alone» —en español: «Bebiendo solo»— es una canción coescrita y grabada por la cantante estadounidense Carrie Underwood, y lanzada como el cuarto sencillo de su sexto álbum de estudio, Cry Pretty (2018). El sencillo tuvo un lanzamiento oficial el 4 de noviembre de 2019. La canción fue escrita por Carrie, coproductor David Garcia y Brett James.

## Composición
Escrita por Carrie, el coproductor David García y Brett James, la canción se centra en un encuentro de bar entre una mujer y un hombre después de que cada una de sus respectivas relaciones acaba de terminar. Debido a que la canción fue escrita a partir de la narrativa en primera persona, Carrie insistió en que los personajes de la canción no tienen una noche, y en su lugar beben en el bar. «Fue importante para mí porque estamos cantando esto [en] la primera persona», dijo Carrie sobre la canción. Ella explicó: «No quería que fuera como, 'Oh, nos vamos a emborrachar e ir a casa juntos', porque eso no es algo que haría».

## Recepción de la crítica
«Drinking Alone» recibió críticas en su mayoría positivas. Taste of Country revisó la canción favorablemente, diciendo: «El nuevo sencillo de Carrie trae consigo una sutil madurez que es importante para que su música avance. Este cuarto sencillo de su álbum Cry Pretty es su cuadro más creíble y relatable hasta la fecha». Concluyeron la revisión diciendo: «la letra de Carrie, Brett James y David Garcia no es una bop, por lo que no debería sonar como tal. Es un arreglo tan dinámico como la canción y ambos la extienden creativamente más que cualquier radio individual». lanzamiento, ya que se presentó en la televisión en 2005».
Tras su revisión del álbum, Consequence of Sound señaló «Drinking Alone» como la mejor canción del álbum, diciendo que «su voz tiene dolor, nostalgia y repugnancia», y lo mencionó junto a «Love Wins» y «The Bullet» como pistas esenciales del álbum.

## Rendimiento comercial
En Estados Unidos, «Drinking Alone» debutó en el número 50 en la lista Billboard Country Airplay y en el número 49 en la lista Hot Country Songs para la semana que termina el 16 de noviembre de 2019. Desde entonces, ha alcanzado el número 11 y el número 17 en cada gráfico respectivamente: convirtiéndose en el segundo sencillo de su carrera en perderse entre los diez primeros en ambas listas. En el Billboard Hot 100, ha alcanzado el número 74.

## Video musical
El video musical oficial del sencillo se lanzó el 20 de noviembre de 2019. El video fue dirigido por Randee St. Nicholas. El actor en el video es Jared Koronkiewicz.

## Presentaciones en vivo
La canción fue presentada por Carrie en Cry Pretty Tour 360. Underwood dio el debut televisado de la canción en los premios Country Music Association Awards de 2019 en Nashville. Ella dio una presentación acústica de la canción desde su casa para el especial de televisión ACM Presents: Our Country. En abril de 2020, dio otra interpretación acústica de la canción para Sirius XM 
«Stagecouch Weekend» de The Highway, debido a que Stagecoach Festival se pospuso hasta octubre.

## Versiones
La versión del álbum de la canción es de cuatro minutos, veinte segundos, mientras que la versión individual de la canción (enviada a la radio) es de tres minutos, cincuenta segundos, con gran parte de la introducción y salida de la versión del álbum cortada. La versión del álbum se utiliza para el video musical de la canción.

## Posicionamiento en listas
| Listas (2019–2020)                         | Mejor posición |
| ------------------------------------------ | -------------- |
| Canada Country (Billboard)                 | 30             |
| Estados Unidos (Billboard Hot 100)         | 74             |
| Estados Unidos Country Airplay (Billboard) | 11             |
| Estados Unidos (Hot Country Songs)         | 17             |